# NGC 1699
NGC 1699 è una galassia a spirale situata nella costellazione dell'Eridano, a una distanza di circa 188 milioni di anni luce dalla nostra Via Lattea.

## Scoperta
La galassia è stata scoperta il 13 febbraio 1860 dall'irlandese Samuel Hunter.

## Descrizione
NGC 1699 ha una classe di luminosità II e presenta una larga riga a 21 cm dell'idrogeno neutro.

## Supernova
Il 38 marzo 2001, all'interno di NGC 1699 è stata scoperta la supernova SN 2001ep da D. Hutchings e W. D. Li dell'Università della California - Berkeley nel corso del programma LOTOSS dell'Osservatorio Lick. La supernova è stata classificata di tipo Ia.